# Kvasiny
Kvasiny (deutsch Kwasin) ist eine Gemeinde in der Tschechischen Republik. Sie liegt einen Kilometer nordöstlich von Solnice an der Bělá und gehört zum Okres Rychnov nad Kněžnou.

## Geschichte
Die älteste überlieferte Erwähnung stammt von 1544.
In der Gemeinde befindet sich das Schloss Kvasiny.
Der südlich des Ortes gelegene Bahnhof Solnice ist Endpunkt der Bahnstrecke Častolovice–Solnice. Daran schließt sich das Gewerbegebiet von Kvasiny an. Hauptarbeitgeber ist der Automobilhersteller Škoda Auto, wo verschiedene Automodelle, auch für andere Konzernmarken, produziert werden.

## Gemeindegliederung
Für die Gemeinde Kvasiny sind keine Ortsteile ausgewiesen. Zu Kvasiny gehört die Ansiedlung Hamernice (Hemmernitz).

## Wirtschaft
Der Autohersteller Škoda betreibt ein Werk. Dort werden Fahrzeuge der Marken Škoda und Seat hergestellt, wie beispielsweise der Superb oder SUV.

## Einzelnachweise

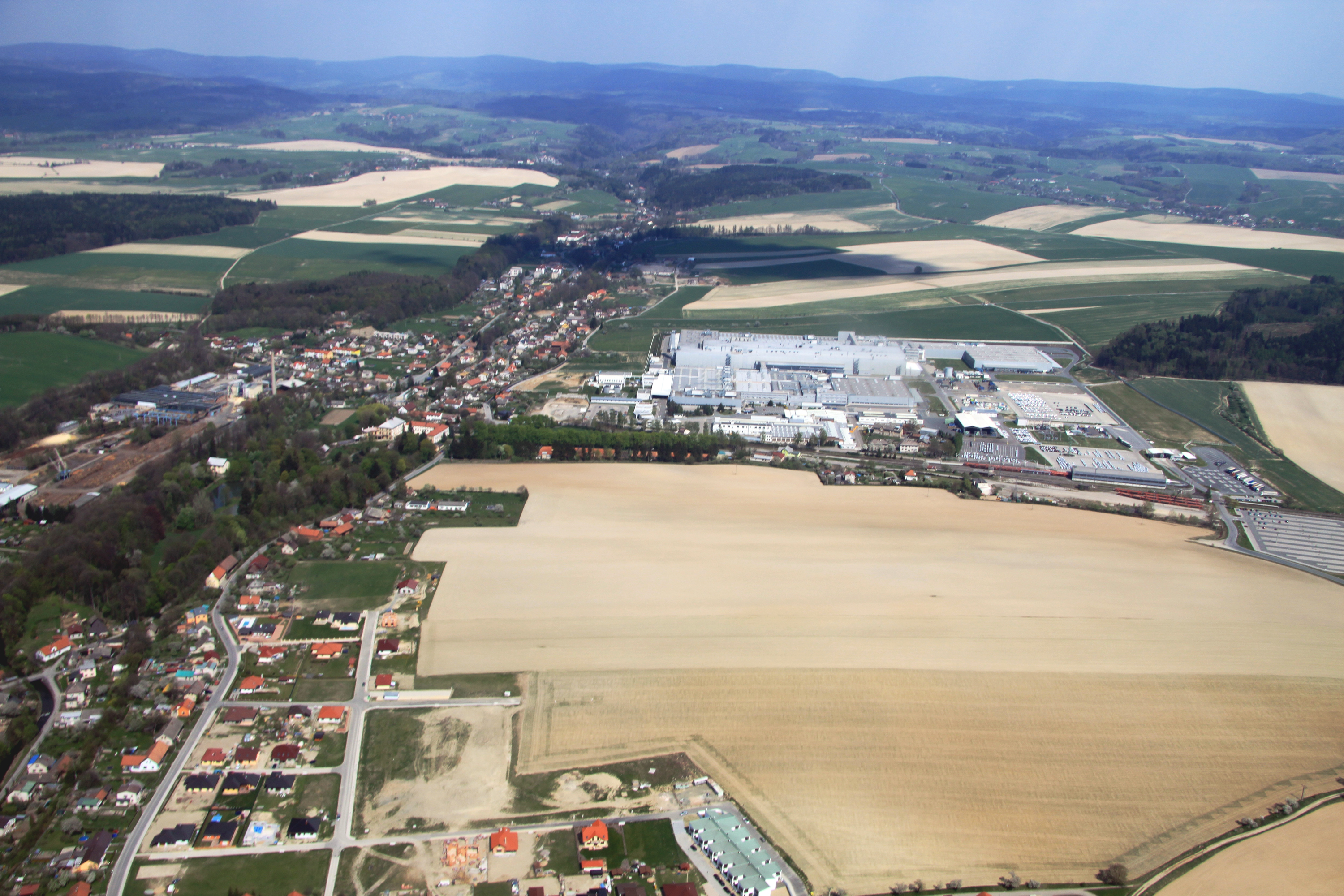
Kvasiny, rechts das Automobilwerk